# 니안둥
니안둥(중국어 정체자: 倪安東, 간체자: 倪安东, 병음: Ní Āndōng 예안동[*], 1986년 5월 20일~) 또는 앤서니 닐리(영어: Anthony Neely)는 미국의 싱어송라이터, 배우이다.

## 출연 작품

### 영화
- 천후지전 (2013년)
- 소울 오브 브레드 (2012년) - 브레드 역